# Tang Zhaozong
Kaiser Zhaozong von Tang (chinesisch 唐昭宗, Pinyin Táng Zhāozōng), Geburtsname Lǐ Yè (李晔; * 867; † 904), war ein Kaiser der chinesischen Tang-Dynastie.
Er war der siebte Sohn des Kaisers Yizong und der jüngere Bruder seines Vorgängers Xizong. Unter seiner Regierung festigte der Kanzler Zhu Wen seine Kontrolle über den Kaiserhof, besonders nach dem Aufstand des Huang Chao. Im Jahr 904 ermordete der Kanzler den Kaiser und installierte dessen minderjährigen Sohn Li Zhu auf dem Thron.
| Vorgänger | Amt                              | Nachfolger |
| --------- | -------------------------------- | ---------- |
| Xizong    | Kaiser der Tang-Dynastie 888–904 | Ai         |

| Personendaten    | Personendaten                         |
| ---------------- | ------------------------------------- |
| NAME             | Tang, Zhaozong                        |
| ALTERNATIVNAMEN  | Li, Ye                                |
| KURZBESCHREIBUNG | chinesischer Kaiser der Tang-Dynastie |
| GEBURTSDATUM     | 867                                   |
| STERBEDATUM      | 904                                   |